# Spodnje Kraše
Spodnje Kraše – wieś w Słowenii, w gminie Nazarje. W 2018 roku liczyła 159 mieszkańców.